# Central hidroeléctrica Juncalito
La central hidroeléctrica Juncalito es una planta transformadora de energía hidráulica en eléctrica ubicada en la cuenca del río Juncal en la Región de Valparaíso. Fue inaugurarda en 1994 y tiene una potencia de 1,5 MW generados por una turbina del tipo Kaplan.